# JALマイレージバンク
JALマイレージバンク（ジャルマイレージバンク、英語: JAL Mileage Bank, JMB）は、日本航空（JAL）およびJALグループの株式会社JALマイレージバンクが提供するマイレージサービスである。略称はJMB。

## 概要
会員数は2019年3月現在で約3000万人と、日本国内のマイレージサービスとしては全日本空輸（ANA）グループが提供するANAマイレージクラブ（AMC、会員数約3360万人）に次ぐ規模を有する。また、国内航空会社として初めてのマイレージサービスを開始し、当初はサービス名称を「JALスカイプラス」としていた。年間搭乗回数などの一定基準を満たした上級会員はJALグローバルクラブ（JGC）への入会資格が付与される。
JMB会員のカード（お得意様）番号は7桁と9桁が存在する。7桁の会員は便宜的にカード番号の頭に"00"を付加することがある。ちなみに、最も古参のカード番号は100-xxxxであり、25年以上前に入会した会員である。
なお、現在のJALマイレージバンクは正式には、従来からあったJMBと2003年4月1日に旧日本エアシステム（JAS）のマイレージサービス「JASマイレッジサービス（JMS）」が統合して発足したものである。旧JMS会員は統合に同意しなかった会員を除きJMBに統合され、JMSの旧会員番号（7-8桁）の頭に"60"（旧番号が7桁の場合、8桁の場合は"6"のみ付加）等の番号が付加されたカード番号が与えられている（両方所有していた場合は、JMBかJMSのどちらかの会員番号を選択し、一方のマイルを統合し、使用不可とする措置を取った）。2008年3月31日までは、会員規約の条文中にある「JAL」は株式会社日本航空インターナショナル及び日本アジア航空株式会社を指すと規定されていた。

## 運営会社
運営は株式会社JALマイレージバンクが行っている。カードの発行は、日本航空名で行われる。
日本航空株式会社（2011年3月までの株式会社日本航空インターナショナル）の完全子会社で、JALマイレージバンクの会員向けサービス業務、出張航空券一括精算サービス（パッセージ及びJALオンライン）の精算業務を行うほか、2010年4月以降は、eマイル事業を日本航空株式会社(当時は、日本航空インターナショナル)から受託している。

## 沿革
- 2008年7月1日 - 株式会社ジャルカードが会社分割を行い設立。
- 2010年4月1日 - 株式会社イーマイルネットを合併。

## 積算対象航空会社

### JALグループ各社
- 日本航空

※国内線ではフジドリームエアラインズ、天草エアライン、ジェットスター・ジャパンのコードシェア便も含む。
- ジェイエア
- 日本トランスオーシャン航空
  - 琉球エアーコミューター
- 日本エアコミューター
- 北海道エアシステム
- ジェットスター・ジャパン（GK便名の場合は対象運賃のみ）[7]

### ワンワールド加盟各社
- アメリカン航空
- ブリティッシュ・エアウェイズ
- キャセイパシフィック航空
- カンタス航空
- フィンエアー
- イベリア航空
- ロイヤル・ヨルダン航空
- S7航空（2022年ロシアのウクライナ侵攻により加盟資格停止中）
- マレーシア航空
- カタール航空
- スリランカ航空
- ロイヤル・エア・モロッコ
- アラスカ航空
- フィジー・エアウェイズ

### その他提携航空会社
- エールフランス（スカイチーム）
- 中国東方航空（スカイチーム）
- エミレーツ航空
- バンコク・エアウェイズ
- 大韓航空（スカイチーム）
- エアタヒチヌイ
- ハワイアン航空
- LATAM チリ
- LATAM ブラジル

### 特記事項
- 琉球エアーコミューターは、かつては沖縄（那覇）から久米島・宮古（季節運航）・与那国を結ぶ路線および、石垣から宮古・与那国を結ぶ路線のみマイル積算対象であったが、2012年7月18日より全路線に拡大された[8]。拡大された路線は2012年9月1日以降、特典航空券での利用も可能となったが、本土 - 沖縄路線の特典航空券プラス5,000マイルで交換できる路線の対象外である。
- エールフランス（エコノミークラス特別運賃）は日本発着路線でマイル積算ができない[9]。ワンワールド加盟以前はキャセイパシフィック航空（全運賃）も同様だった。
- 中国東方航空は2008年2月1日搭乗分より積算。なお、それぞれの利用により積算されたマイルはFLY ONポイントの対象外である。また、日中間のすべての中国東方航空はマイル積算対象外だったが、2011年6月1日搭乗分より積算対象となった[10]。
- 北海道エアシステムは、2011年3月のJALグループ離脱後もマイル積算・特典航空券利用とも従来通りの扱いをしばらく継続していたが、2011年9月1日以降はFLY ONポイントおよび上級会員向け各種サービスの対象外であった[11]。さらに、2013年7月から実施されたJALとHACのコードシェアに伴いHAC便でのマイル積算は終了したが、HAC特典航空券との交換は引き続き可能であった[12][13]。2016年10月からは、HAC便からJAL便扱いとなり、JALグループ利用時と同一の扱いに完全に戻された。
- フジドリームエアラインズ（FDA）および天草エアライン（AMX）についてはコードシェア開始当初はマイレージの加算のみとなり特典航空券の利用対象外だったが、FDAは2015年9月3日、AMXは2018年3月25日より特典航空券の適用開始。FDAまたはAMX運航便を含む場合の特典航空券はインターネットから予約ができず、電話予約に限って対応している[14] [15]。
- 大韓航空は日本 - 韓国間の路線における特典航空券利用に限る（ただし、那覇空港発着路線は利用できない）。日本-韓国間直行便以外での大韓航空特典航空券利用はできない。2016年12月1日から提携開始[16]また、2018年12月20日搭乗分より両社の日本-韓国間直行便においてマイルの相互加算を開始した[17]。

## JMB FLY ON プログラム
いわゆる上級会員の制度。日本航空グループのフライトで積算される「FLY ONポイント」のポイント数または搭乗回数に応じて、以下のサービスステイタスが付与される。「FLY ONポイント」・搭乗回数は暦年で集計し、それぞれのステータスに達成した翌々月～翌々年3月末までの期間有効となる。（JGCプレミア・JMBダイヤモンド会員への「サービスセレクション」や2012年まで存在したアップグレードクーポン等はステータス達成の翌年4月から翌々年3月までとなる。）
2007年4月より、日本航空グループがワンワールドに加盟し FLY ONポイントがワンワールド加盟他社便への搭乗でも獲得可能となったため、これに伴い、以下の基準に加えて「FLY ONポイント積算対象となるJALグループ航空会社便に対象期間中4回以上搭乗」の要件が追加される。さらに、2013年度（2012年1月1日以降搭乗）からは、「達成基準となるFLY ONポイント、もしくは搭乗回数のうち半数以上はJALグループ便利用」という要件に変更されている。
また、JGCプレミア・JMBダイヤモンドの達成条件に、2008年に無くなった搭乗回数での達成も2009年から復活している。

### JMBクリスタル
- 達成条件： 30,000ポイント以上（うちJALグループ便15,000ポイント以上）、または30回以上（うちJALグループ便15回以上）の搭乗で10,000ポイント以上
- ワンワールド エリートステイタス： ルビー（JALグローバルクラブ(JGC)会員はサファイア）
- サービス内容
  - ボーナスマイル55%（2014年3月31日までは50%）
  - マイル引き換えラウンジクーポン
  - 国際線優先搭乗
  - クラスJ利用時、プライオリティーバッゲージサービス
  - 超過手荷物優遇（超過10kgまたは1個）
  - マイル引き換えクラスJクーポン（廃止）
  - クラスJ-eクーポン6区間分（廃止）
  - 予約時の優先キャンセル待ち
  - 国際線・国内線　空港優先空席待ち
  - クラスJ利用時、カード提示チェックインカウンター優遇
  - カード提示+国内線ラウンジクーポン（5,000マイル=5枚）提出で国内線ラウンジ利用（JGC会員はカード提示のみで国内線および国際線ラウンジ利用可）
  - 羽田空港国内線サクララウンジ専用のラウンジクーポン5枚（JGC会員は除く）

### JMBサファイア
- 達成条件： 50,000ポイント以上（うちJALグループ便25,000ポイント以上）、または50回以上（うちJALグループ便25回以上）の搭乗で15,000ポイント以上
- ワンワールド エリートステイタス： サファイア
- サービス内容
  - ボーナスマイル105%（2014年3月31日までは100%）
  - マイル引き換えラウンジクーポン
  - 成田国際空港ファストセキュリティーレーン
  - プライオリティーバッゲージサービス
  - 超過手荷物優遇（超過20kgまたは1個）
  - マイル引き換えクラスJクーポン（廃止）
  - クラスJ-eクーポン6区間分（廃止）
  - 予約時の優先キャンセル待ち
  - 国際線・国内線　空港優先空席待ち
  - 国際線・国内線優先搭乗
  - カード提示チェックインカウンター優遇
  - カード提示ラウンジ利用

### JGCプレミア
- 達成条件： 80,000ポイント以上（うちJALグループ便40,000ポイント以上）、または80回以上（うちJALグループ便40回以上）の搭乗で25,000ポイント以上のJALグローバルクラブ会員
- ワンワールド エリートステイタス： エメラルド
- サービス内容
  - ボーナスマイル105%（2014年3月31日までは100%）
  - マイル引き換えラウンジクーポン
  - 成田国際空港ファストセキュリティーレーン
  - プライオリティーバッゲージサービス
  - 超過手荷物優遇（超過20kgまたは1個）
  - マイル引き換えクラスJクーポン（廃止）
  - 予約時の優先キャンセル待ち
  - 国際線・国内線　空港優先空席待ち(国内線種別S)
  - 国内線・国際線優先搭乗(国際線 ファーストプライオリティ)
  - ファーストクラスチェックインカウンター
  - ラウンジ利用（国際線「JALファーストクラスラウンジ」、国内線「ダイヤモンド・プレミアラウンジ」も利用可能）
  - 専用予約デスク
  - マイル有効期間の廃止（2009年から加わった）
  - サービスセレクション

### JMBダイヤモンド
- 達成条件： 達成条件： 100,000ポイント以上（うちJALグループ便50,000ポイント以上）、または120回以上（うちJALグループ便60回以上）の搭乗で35,000ポイント以上
- ワンワールド エリートステイタス： エメラルド
- サービス内容
  - ボーナスマイル130%[注 2]（2014年3月31日までは125%）
  - マイル引き換えラウンジクーポン
  - 成田国際空港ファストセキュリティーレーン
  - プライオリティーバッゲージサービス
  - 超過手荷物優遇（超過20kgまたは1個）
  - マイル引き換えクラスJクーポン（廃止）
  - クラスJ-eクーポン6区間分（廃止）
  - 国内線ファーストクラスアップグレードクーポン2区間分（廃止）
  - 予約時の優先キャンセル待ち
  - 国際線・国内線　空港優先空席待ち
  - 国内線・国際線優先搭乗
  - カード提示チェックインカウンター優遇
  - カード提示ラウンジ利用（国際線「JALファーストクラスラウンジ」、国内線「ダイヤモンド・プレミアラウンジ」も利用可能）
  - 専用予約デスク
  - マイル有効期間の廃止
  - サービスセレクション

## JALマイレージバンクカード

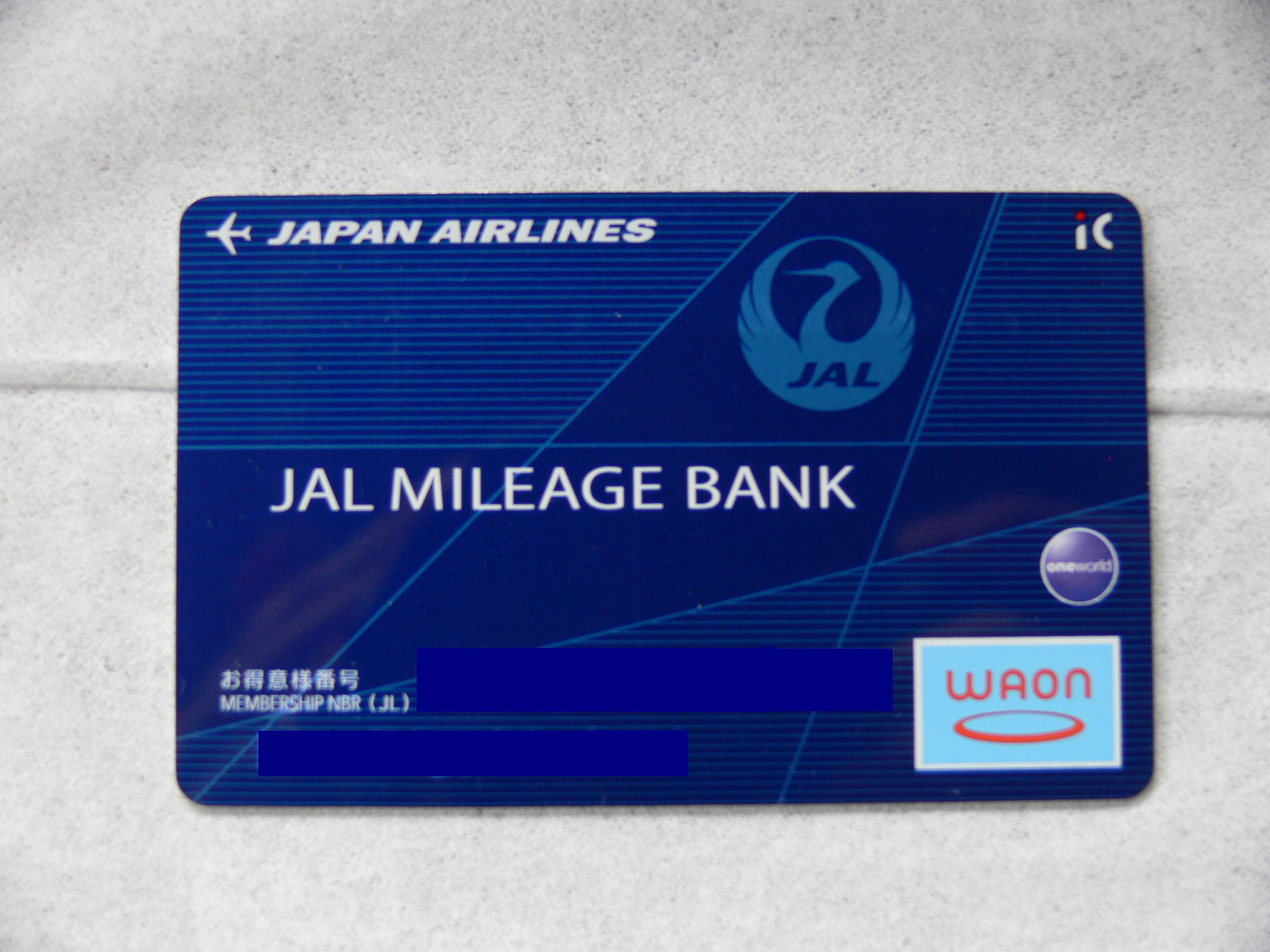
JMB提携カードの例（JMB WAONカード、発行は日本航空）

JAL ICサービス機能を基本に、国際ブランドと提携したクレジットカード、VISAデビットカード、MasterCardプリペイドカード、ポイントカードや電子マネーとのデュアルカードなどを提供している。

### JMBカード
クレジット機能は付いていない。
- JMBカード
会員証機能のみ。2025年8月以降新規発行及び再発行を終了予定。

- JMB WAONカード
JAL ICサービス、WAON

- JMB G.G. WAONカード
JAL ICサービス、WAON
本人確認を行った55歳以上の会員が発行できる。基本機能はJMB WAONカードとほぼ同一であるが、イオングループでのG.G. WAONカードの特典に加え、JMBマイルの有効期限延長の優遇が設定される。

### JAL Global WALLET

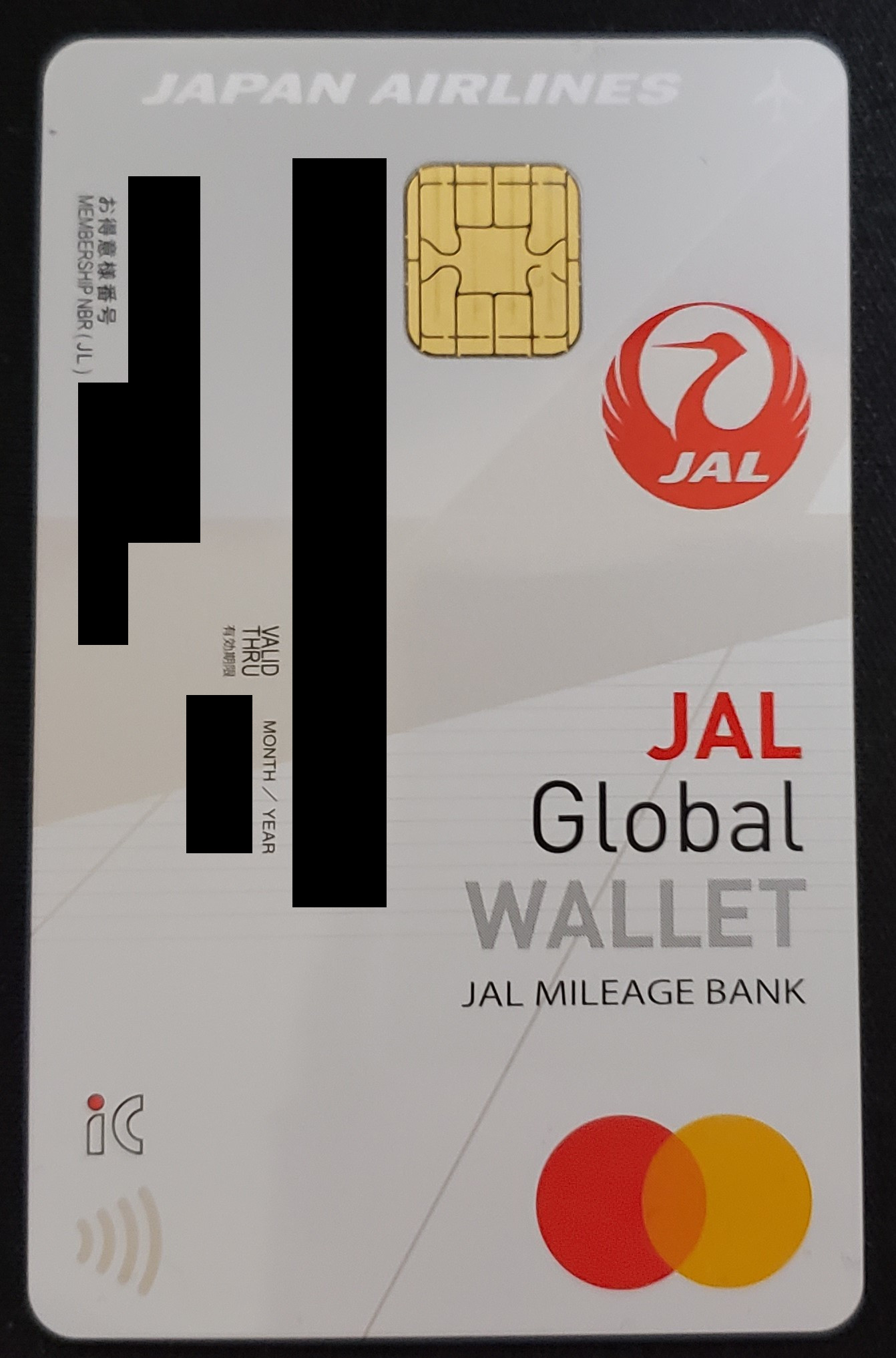
JAL Global Walletカード

JAL ICサービス、MasterCardプリペイド、MasterCardコンタクトレス、JAL NEOBANK（要別途申込）
海外での利用を希望する場合は、個人番号の提出も別途要する。

### JMB提携カード

#### クレジットカード機能なし
旅行会社
現在発行中のカードでは、存在しない。
銀行（キャッシュカード一体型）
- りそなデビットカード〈JMB〉[注 3]...2017年10月2日発行開始。
JMB 旅プラス、ICキャッシュカード、VISAデビット、Visa payWave

鉄道・バス
現在発行中のカードでは、存在しない。

#### クレジットカード機能あり
旅行会社
- JTB旅カード JMB
JAL ICサービス、JTBトラベルポイント、えらべる倶楽部ライフ[注 4]（JTBベネフィット）

鉄道・バス
- TOP& ClubQ JMBカード PASMO
JAL ICサービス、TOKYUポイント、ClubQ機能（東急百貨店特典）、PASMO
- TOP& ClubQ JMBカード PASMO（コンフォートメンバーズ機能付）
JAL ICサービス、TOKYUポイント、ClubQ機能（東急百貨店特典）、PASMO、コンフォートメンバーズポイント
- JMB JQ SUGOCA
JAL ICサービス、JRキューポ、SUGOCA
  - 発行はイオン銀行。
- JMB nimocaカード
JAL ICサービス、nimocaポイント、nimoca

ショッピング
- イオンJMBカード（JMB WAON一体型）
JAL ICサービス、WAON
  - G.G WAON一体型での発行となる場合は、クレジットなしのJMB G.G. WAONカードと同じく、マイルの有効期限延長の優遇が設定される。
- JMBローソンPontaカードVISA
JAL ICサービス、Pontaポイント（旧マイローソンポイント）
- TOP& ClubQ JMBカード
JAL ICサービス、TOKYUポイント、ClubQ機能（東急百貨店特典）
- TOP& ClubQ JMBカード（コンフォートメンバーズ機能付）
JAL ICサービス、TOKYUポイント、ClubQ機能（東急百貨店特典）、コンフォートメンバーズポイント

### 過去に発行していたJMBカード

#### 現在も使用可能なJMBカード
- JMB ICカード
JMB WAONカード発行開始に伴い、2008年2月29日より新規募集終了。既存の利用者は引き続き利用可能。
- JTBトラベルポイント JMBカード
JAL ICサービス、JTBトラベルポイント
2025年3月31日より新規募集終了。既存の利用者は引き続き利用可能。
- BIC CAMERA JMB WAONカード
JAL ICサービス、WAON、ビックポイント（JAL＆Bicジョイントサービス）、JMB旅プラス
ビックカメラ直営店で配布する書面を郵送する形での申し込みを要する。既存のJMB WAONカードを保有している場合は発行不可だが、ひも付けの作業がなされていればすでに所有しているJAL ICサービスつきのJMBカード（JMB WAONカード以外でも可）をビックポイントカード（JAL＆Bicジョイントサービス）としても利用可能。JAL ICサービスでのポイント付与に対応したコジマ×ビックカメラおよびソフマップの店舗でも利用可能。
2025年2月27日より新規募集終了。既存の利用者は引き続き利用可能。
- クラブツーリズム JMBカード
2009年3月31日で新規募集終了。2009年4月1日以降はプロパーの JMB ICカードと同等扱いとなる。
- 近畿日本ツーリスト JMBカード
2011年9月30日で新規募集終了[18]。2011年10月1日以降はプロパーの JMB ICカードと同等扱いとなる[19]。
- 日本旅行 JMBカード
2011年10月31日を以って募集終了[20]。2011年11月1日以降はプロパーの JMB ICカードと同等扱いとなる[21]。
- JMBたびカード
2008年3月31日で新規募集終了。2009年4月1日以降はプロパーの JMB ICカードと同等扱いとなる。
- JMB伊予鉄い～カード
JAL ICサービス、ICい〜カード
2015年12月25日受付分を以て新規発行停止。既存の利用者は引き続き利用できるが、再発行は不可となった。

#### 使用不可となったJMBカード
- JMBゆうちょカード
2007年9月30日で新規募集終了。2011年3月31日を以って廃止。
- JMBワールドキャッシュ
2006年3月31日で新規募集終了。2009年3月31日までに廃止。
- JMBゆうちょワールドキャッシュ
2008年2月29日で新規募集終了。2010年9月30日までに廃止。有効期限が近づいた時点でゆうちょICキャッシュカードないしはJP BANKカードの保有がない場合は、キャッシュカード部分を「ゆうちょICキャッシュカード」に差し換えた上で、他のJMBカードを保有していない場合は、有効期限の前後にJMB部分については JMB WAONカード（希望があれば、提携カードも可能）に強制切替された。
- 新銀行東京多機能型カード
JMBと三越ポイントが付加されたICキャッシュカードで、2008年2月8日で新規募集終了。その後、提携なしのICキャッシュカード（他のJMBのカードがない場合は、JMB WAONカードも合わせて発行）への強制切り替えがなされた。
- りそなVisaデビットカード〈JMB〉[注 5]

2011年5月11日に発行開始されたが、2017年10月2日のりそなデビットカード〈JMB〉発行開始にともない、発行終了。既存の利用者については、2018年4月から8月にかけて、新カードへの強制切換を実施。
JMB 旅プラス、ICキャッシュカード、VISAデビット
- りそなJALスマート口座Visaデビットカード〈JMB〉[注 6]

2016年3月21日に発行開始されたが、2017年10月2日発行開始のりそなデビットカード〈JMB〉に統合。従来のカードは、2018年4月から8月にかけて、新カードへの強制切換を実施。
JMB 旅プラス、ICキャッシュカード、VISAデビット
- JMBローソンパスVISA
JMBローソンPontaカードVISA発行開始に伴い、2010年2月28日より新規募集終了。JMBローソンPontaカードVISAとしてそのまま使用することができた。有効期限後の切り替えカードも、JMBローソンPontaカードVISAにされた。
- JMB KIPSカード
JAL ICサービス、KIPSポイント（旧きっぴぃポイント）
2021年9月30日新規発行終了。2023年2月28日を以てポイント交換を終了。2023年12月31日を以て既存会員も使用停止。